# Chris Donovan
Christopher Donovan (Paoli, 8 agosto 2000) è un calciatore statunitense, attaccante del Philadelphia Union.

## Carriera
L'11 gennaio 2022 Donovan è stato selezionato nel SuperDraft dal Columbus Crew ma è stato svincolato prima dell'inizio della stagione. Il 1º febbraio 2022 ha quindi firmato un contratto con il Philadelphia Union II.
Il 17 giugno 2022 è stato promosso nel Philadelphia Union ed ha debuttato in MLS due giorni dopo nell'incontro pareggiato 1-1 contro il FC Cincinnati.

## Statistiche

### Presenze e reti nei club
Statistiche aggiornate al 27 novembre 2023.
| Stagione        | Squadra               | Campionato      | Campionato | Campionato | Coppe nazionali | Coppe nazionali | Coppe nazionali | Coppe continentali | Coppe continentali | Coppe continentali | Altre coppe | Altre coppe | Altre coppe | Totale | Totale | Totale |
| Stagione        | Squadra               | Comp            | Pres       | Reti       | Comp            | Pres            | Reti            | Comp               | Pres               | Reti               | Comp        | Pres        | Reti        | Pres   | Reti   |        |
| --------------- | --------------------- | --------------- | ---------- | ---------- | --------------- | --------------- | --------------- | ------------------ | ------------------ | ------------------ | ----------- | ----------- | ----------- | ------ | ------ | ------ |
| 2022            | Philadelphia Union II | MNP             | 22         | 8          |                 | -               | -               |                    | -                  | -                  |             | -           | -           | 22     | 8      |        |
| 2023            | Philadelphia Union II | MNP             | 12         | 6          |                 | -               | -               |                    | -                  | -                  |             | -           | -           | 12     | 6      |        |
| 2022            | Philadelphia Union    | MLS             | 7          | 0          | USCup           | 0               | 0               |                    | -                  | -                  |             | -           | -           | 7      | 0      |        |
| 2023            | Philadelphia Union    | MLS             | 21         | 2          | USCup           | 1               | 0               | CCL                | 2                  | 0                  | LC          | 5           | 1           | 29     | 3      |        |
| Totale carriera | Totale carriera       | Totale carriera | 62         | 16         |                 | 1               | 0               |                    | 2                  | 0                  |             | 5           | 1           | 70     | 17     |        |